# アンジェラ・磨紀・バーノン
アンジェラ・磨紀・バーノン（Angela Maki Vernon、1980年3月24日 - ）は、女性サーファー、タレント、ヨガインストラクター。
神奈川県横須賀市生まれ東京都育ち。ハワイ在住。

## 略歴
神奈川県の横須賀基地で、日本人の母とアメリカ人の父の間に生まれる。兄が2人いる。
16歳からサーフィンを始める。18歳まで日本のアメリカンスクールに通い、大学進学を機にハワイへ移住。サーフィン雑誌のモデルやテレビ番組のパーソナリティ等幅広く活動し、ハワイではプロサーファー・カリスマロコサーファーとして活躍する。
2005年より、ボランティアサーフィンスクール「Ocean's Love」を主催。また、ヨガのスペシャリストとしても活動。イベント出演や、ワークショップを開催している。

## 人物
2021年4月4日に結婚式を挙げた。同年10月26日に第1子となる女児を出産した。

## 出演

### テレビ
- ALOHA天国（2002年 - 2010年、スカパー）MC
- Aloha Surf TV（2003年1月 - 5月、テレビ東京）MC
- Aloha Style（2003年6月 - 12月、テレビ東京）MC
- How to Surf（2005年4月 - 8月、スカパー）MC
- Aloha Nalu（2007年、スカパー）
- J-Sports（2007年、スカパー）
- Aloha Girl（2007年、テレビ東京）
- HAPPYハワイ（2010年、BS12）ナビゲーター
- 日立 世界・ふしぎ発見!（2010年 - 、TBS）
- TOKYO FASHION EXPRESS（2011年、NHK BS1）
- ハワイ発！Made in Hawaii TV～ハワイから愛を込めて～（2020年～、JCOM）ナビゲーター

### カタログ
- マツキWedding（2001年 - 2003年）
- SCUBA PRO（2004年 - 2009年）
- Transcoot（2005年 - 2011年）
- NINE（2010年）

### CM・広告
- 資生堂「SEA BREEZE」（2006年）
- JAL「Hawaii Sports & Smaile」（2006年）
- HALEIWA HAWAII（2009年 - 2011年）
- AKaKURa HAWAII（2014年 - ）

### 映画
- RAINBOW DRIVEINN（2006年）

### ラジオ
- We love 湘南 〜across the Ocean（2004年 - 2013年、Fm yokohama）

### Web
FYTTE（ワン・パブリッシング）
SPECIALIST
FYTTEコンテンツの監修者
https://fytte.jp/news/author/angela/

## 作品

### DVD
- How to surf（2005年）
- Hawaiian Life Style with YOGA（2006年）
- How to surf In Hawaii 2（2009年）
- Feel the ALOHA（2016年）

### CD
- Angela Maki Vernon produced RELAXY HAWAI'I ～Feel the ALOHA～（2015年）

### 書籍
- LOVE HAWAII（2011年）
- Hawaii nei ～愛されるハワイ～（2012年）

## サーフィン

### スポンサー
- A.S.R（Local Motion Japan）
- Destination
- Transcoot
- Jee Vice
- Nixon
- NIKE

### 大会結果
2005年
- Surf Into Summer 優勝
- China Uemura Wahine 準優勝

2006年
- Surf Into Summer 4位
- China Uemura Wahine Pro-Am 準決勝敗退 Open 準決勝敗退
- ビーチクリーンカップ in 新島 Open 3位
- Haleiwa International 優勝

2007年
- Pipeline Women's contest 1回戦敗退
- Surf Into Summer Open Women's Longboard 4位
- Steinlager's Contest@Bowl's 5位
- Roxy World Championship in Cardiff 3回戦敗退

2008年
- Noosa's Contest in Australia 1回戦敗退
- Surf into Summer at Bowls 1回戦敗退
- Roxy World Championship in San Diego 2回戦敗退

2009年
- Surf Into Summer 優勝

2010年
- Surf Into Summer 優勝